# A111-es autópálya (Németország)
Az A111-es autópálya (németül: Bundesautobahn 111) egy autópálya Németországban. Hossza 23 km.